# 鷹司兼熙
鷹司 兼煕（たかつかさ かねひろ）は、江戸時代前期から中期にかけての公卿。関白・鷹司房輔の長男。官位は従一位・関白。鷹司家17代当主。主に霊元天皇と東山天皇の在位中の朝廷政治の中枢として活躍した。

## 経歴
京都で誕生。寛文5年（1665年）に元服して、正五位下・左近衛少将に叙爵され、その翌年には早くも従三位となり、公卿に列する。
寛文10年（1670年）には権中納言。さらにその翌年には権大納言となる。延宝4年（1676年）に左近衛大将を兼任し、翌年従二位。さらに天和元年（1681年）内大臣へと進み、天和2年（1682年）には踏歌節会内弁となった。天和3年（1683年）右大臣に昇進。貞享元年（1684年）正二位へと進み、貞享3年（1687年）には皇太子傅役となった。
元禄3年（1690年）に左大臣に就任。さらに元禄16年（1703年）左大臣兼務のまま関白に就任し、藤氏長者となった。宝永元年（1704年）に左大臣のみ辞職。宝永2年（1705年）には従一位へと進んだ。宝永4年（1707年）に関白を辞する。享保10年（1725年）に薨去。享年67。

## 創作作品における描写
赤穂事件を題材にした大河ドラマ『元禄繚乱』に登場したが、この作中で兼煕は、桂昌院従一位叙任の交渉のために上洛していた幕府高家吉良上野介を、関白・左大臣の近衛基煕・家煕父子と共にいじめるという相当嫌味な公家に描かれていた。その後吉良は、江戸へ戻った後も朝廷との交渉が不調だったことを柳沢吉保に叱られ、浅野内匠頭に転嫁するという流れで描かれている。

## 系譜
- 父：鷹司房輔
- 母：大江竹子（?-1679） - 毛利秀就の次女
- 妻：長姫 - 松平頼重三女
- 生母不明の子女
  - 女子：基子 - 尚君、京極宮家仁親王妃
- 養子
  - 男子：鷹司房熙（1710-1730） - 近衛家熙の次男
  - 男子：西園寺公晃（1702-1770） - 西園寺致季の子